# Řád Serafínů
Řád Serafínů (švédsky Serafimerorden) je švédský řád. Založil ho 23. dubna 1748 švédský král Frederik I. Švédský ke svým 73. narozeninám jako dynastický a záslužný řád. Podle F. Lobkowicze (1995) je v současné době je Řád Serafínů nejvyšším švédským řádem, který se uděluje hlavám států a nejvyšším státním hodnostářům království v jediné třídě. Katalog Krása evropské faleristiky (2009) uvádí, že se řád dnes vrátil k původnímu statusu dynastického řádu a uděluje se jen členům panovnických rodin.

## Vzhled řádu

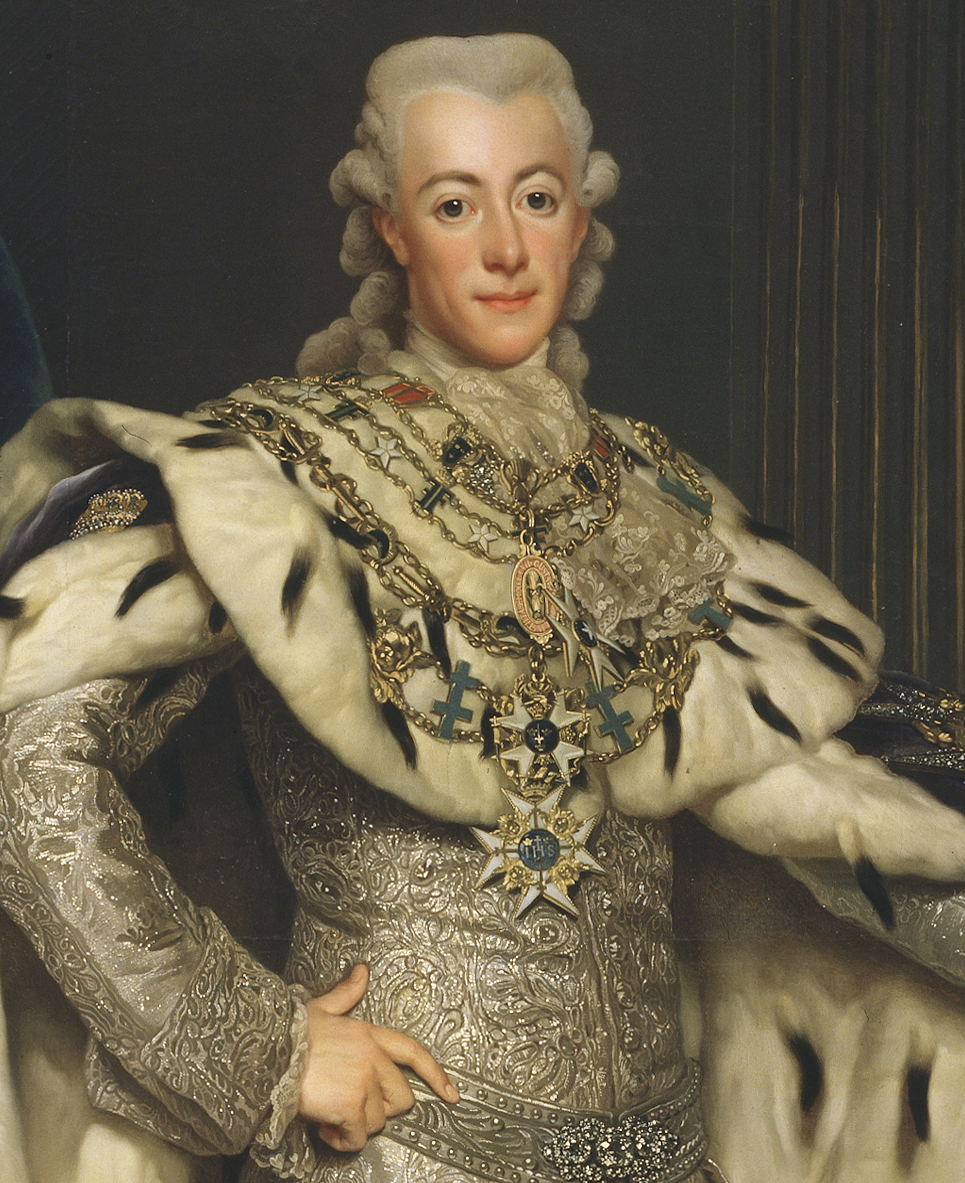
Švédský král Gustav III. (1746-1792), dekorovaný Řádem Serafínů, na portrétu Alexandra Roslina.

Odznakem je zlatý maltézský kříž, zdobený bílým smaltem a zakončený kuličkami. Kříž je převýšený korunou, nad kterou se zavěšuje stuha. Na ramenech kříže jsou vyobrazeny čtyři zlaté patriarchální kříže. Mezi jednotlivými rameny kříže jsou situovány zlaté hlavy Serafínů s křídly. V modrém kulatém středovém medailonu jsou bílé iniciály IHS (Iesus Hominum Salvator / Ježíš, spasitel lidí) obklopené třemi zlatými švédskými korunami, z H pak vystupuje bílý kříž. V dolní části medailonu figurují tři zlaté hřeby, kterými byl Ježíš přibit na kříž. Na zadní straně jsou vyryty iniciály zakladatele F.R.S. (Fridericus Rex Sueciae / Fredrik, král švédský).
Hvězda je ve tvaru řádového kříže (nesmaltovaného). Uprostřed je potom umístěn modře smaltovaný medailon totožný s medailonem na odznaku.
Stuha má světle modrou barvu.
Řetěz se skládá ze střídajících se patriarchálních křížů a hlav andílků-serafínů s křídly.

## Třídy a způsoby nošení
Řád Serafínů se uděluje pouze v jedné třídě s velkostuhou, řetězem a hvězdou.